# تلنت جومو
تلنت جومو (انگلیسی: Talent Jumo؛ زادهٔ ۱۹۸۰/۱۹۸۱ (۴۳–۴۴ سال)) آموزگار اهل زیمبابوه است.
وی همچنین برندهٔ جوایزی همچون ۱۰۰ زن بی‌بی‌سی شده‌است.